# Гложенски манастир
Гложенският манастир „Свети Георги Победоносец“ е български манастир, паметник на културата, част от Ловчанската епархия на Българската православна църква.

## Местонахождение
Манастирът се намира в близост до село Гложене, община Тетевен, област Ловеч, на 12 km от град Тетевен. Разположен е на североизточния склон под каменните отвеси на връх Камен Лѝсец (1073 m), на скална издатина на планински рид, спускащ се от него. Подстъпът към входа на манастира е бил препречен от скали, които са ломени, за да се прокара по-късно път, а от другите му страни се спускат дълбоки долове. Така той се вижда отдалеч като кацнал на скала, което го отличава от другите български манастири, строени обикновено в закрити, потайни места. Гледката във всички посоки е забележителна:с. 10 – 15

## История

### Основаване
Според недоказани данни той е основан в началото на XIII век. Фреските на старата църква според Никола Михайлов, изпратен да ги проучи през 1905 г. от Министерството на народното просвещение, са от епохата на Боянската църква (периода на Боянския майстор).:с. 28 – 29 Преданието разказва, че манастирът е построен от киевския княз Георгий Глож, който дошъл в България, гонен от татарите, и цар Иван Асен II му предложил тук земя. Според друг вариант на преданието князът с дружината си помогнал на Иван Асен II да свали възкачилия се на престола Борил и в знак на благодарност получил тази земя. На нея, на днешното място, през 1223 г. основал селище и то било наричано Гложене. Високо на една скала построил и манастир, приличащ на непристъпен средновековен замък крепост – Гложенския манастир. Според легендата князът започнал да строи манастира долу в ниското, но иконата на свети Георги, която носели от родината си, изчезнала и се появила горе на скалите; приели това като знак и го построили там. Друго селище, от западната страна на вр. Камен Лисец – Киевски изво̀р, според преданието било на майсторите-руси, които градили манастира.:с. 5 – 7 Исторически факт е, че Иван Асен II си възвръща бащиния престол след около 10-годишно изгнание главно в руските земи, тръгвайки от Киев към 1217 г., с помощта на руски (киевски) дружини, и че те поне частично остават в България. Възможно е също землището да е било част от личните владения на някой от царската фамилия Асеневци и названията в района да са свързани с даренията, които Иван Асен II е правил на Гложенския манастир. Във всички случаи топонимията на района се свързва с времената на Асеневци: гората Азаница (Асеница) край Гложене, махалата Ъсен (Асен), наблизо старинната чешма Царичин (царска).:с. 9 А селището Киевски изво̀р е съществувало много векове, имало е дори вилает Киево; по кърджалийско време част от жителите му се разпръсват и основават две други села – Голям извор и Малък извор, а старото си място почват да наричат Старо село.:с. 9

### Под османска власт
За историята на манастира през времето на османското нашествие и след падането на Второто българско царство няма много сведения. Сградата и църквата не са били разрушени, нито дори кулата. Предполага се, че поради непристъпното му разположение, от една страна, а от друга, поради липсата на стратегическо значение, не е била предприета трудна обсада и разрушаване. В старинен ръкопис пише, че манастирските имоти били отнети и манастирът изпаднал в голяма нищета. Допуска се, че са останали само няколко монаси, препитаващи са от подаяния, да го поддържат, през XVI и XVII век.:с. 39 – 40
След това настъпва подем. Чрез дарения манастирът отново се сдобива със земи, монасите се увеличават и манастирът става духовно средище за околните каази – златишката, ловчанската и дори плевенската, притегателен център за богомолците, недоволни от гръцкото духовенство и желаещи словото на български език. В края на XVIII и началото на XIX век манастирът има широки връзки из цяла България и дори в Румъния и Русия, както личи от неговите кондики. Запазени са два стари печата от тези времена, в които се нарича киевски манастир. Знае се, че е притежавал много ръкописни и старопечатни книги.:с. 45 – 47
Манастирът открива редица килийни училища. Предполага се, че училището в самия манастир е съществувало още от основаването му и е продължило да подготвя послушници за монаси, свещеници и учители с малки прекъсвания до Освобождението; учители са били самите монаси, за учебници са използвали църковни книги. В близкото село Малък извор открива метох с килийно училище. В Ловеч Гложенският манастир също открива свой метох, а към него – първото килийно училище в града (през чумавата 1828 г. вече го е имало), което след това превръща във взаимно и смесено училище. За него ангажира най-добрите учители и учителки в този край: даскал Павлин (сърбин), Христо П. Попович, даскал Коста, даскал Русчо, поп Лукан, Парашкева Нейкова, учила момчета и момичета, а после само момичета, и други. Троянският и Рилският манастир също откриват метоси в Ловеч, но без училища, само с по един духовник изповедник.:с. 51 – 53, 61
Гложенският манастир изпраща да следват в Русия и трима свои послушници – Лило Кънчев от село Гложене (по-късно митрополит Антим Търновски), Димитър Секов от с. Малък Извор (йеромонах Дионисий Симеонов, учителствал 14 години в селата Малък и Голям извор, а от 1894 г. игумен на манастира) и Михо Динов от Гложене (с монашеско име Евтимий, учител в Браила и на други места, дякон на екзарх Йосиф, свещеник, игумен на „Св. Илия“ в Тетевен и на Гложенския манастир 1911 – 1914 г.).:с. 55
Средствата за тази дейност манастирът намира от дарения от цялата страна (по времето на игумена лечител хаджи Евтимий голямо дарение прави дори турчин), добро стопанисване на обширните земи, гори, воденици и пр. и силната подкрепа от местното население. Когато през 1856 или 1857 г. пожар унищожава голяма част от килиите, манастирът прави дълг, които бързо бива изплатен чрез доброволните, охотно давани помощи от населението на ловчанската и златишката кааза.:с. 47 – 49, 56 От по-стари времена са запазени няколко поменика с имена на поклонници дарители от XVIII – XIX век. В тях се срещат имена от села от Тетевенско и Луковитско, които днес са помашки.
Владиците и монасите от Гложенския манастир са поборници за независима българска църква. Игуменът Йоаникий (около 1840 – 1864) не допуска никаква намеса на гърците в манастирските работи и дава много средства за манастирските училища, където се създават настроения против гърцизма. Следващият игумен, хаджи Евтимий, действа пряко като представител на Българска екзархия още преди признаването ѝ.
По време на националноосвободителните борби манастирът е една от най-сигурните бази на Васил Левски. Широките връзки на хаджи Евтимий, негов близък приятел, из района и сведенията му за надеждните хора спомагат за основаването на комитети по селата. Самият игумен и калугерът поп Кирил са членове на гложенския частен революционен комитет, както и поп Михаил Стефанов и поп Никола Цаков. В този район се създава и първият революционен окръг. Запазено е скривалището на Васил Левски – под килията му е имало подземен тунел, прокопан още при изграждането на манастира. Посещенията на Левски са пазени в най-дълбока тайна (включително и заради гръцкия монах Иларион и манастирската прислуга), Димитър Общи не е бил посветен и затова предателството му не засяга пряко манастира.:с. 62 – 66

### След Освобождението
След Освобождението тук е заточен Васил Друмев (митрополит Климент Търновски). На 14 февруари 1893 г. той произнася проповед против католицизма, при което защитава православието. Това достига до римокатолика княз Фердинанд чрез министър-председателя Стефан Стамболов, митрополитът е осъден на вечно заточение и изпратен в Гложенския манастир. След падането на правителството на Стамболов се връща в Търново. Сега в манастира има малък музей за него.
През 1904 г. земетресение нанася сериозни щети. През 1908 г. игуменът Дионисий успява да възстанови килиите, изгражда от камък тунела пред църквата (дотогава е дървен). През 1913 г. при ново земетресение падат отломки от скалата, върху която се крепи северната стена на църквата, вследствие на което през 1915 г. тя и южната се срутват частично. Настъпва упадък, много манастирски имоти се разпродават, а парите отиват в Светия синод.:с. 58 – 60 Цели 15 години – от пролетта на 1915 до есента на 1929 г. – никой, нито Археологическият музей, нито Църковният, не снема ценните фрески на старинния храм. През 1929 г. всичко е съборено и мястото разчистено за строеж на нова църква. Изградена е два метра по̀ на юг, осветена през 1931 година. Манастирската кула, устояла на земетресенията, също е разрушена с цел разширяване на манастирския двор.:с. 35 – 37
При разчистването се открива, вътре в самата църква, под нейния под при основите на северната стена, един гроб, вдълбан в скалата. В ковчег от масивни дъбови дъски е намерен скелет на много висок и едър човек. Сребърните копчета на връхната дреха са позлатени. Никакъв друг гроб не е намерен в църквата или около нея и никой нищо не е знаел преди откриването му. Тъй като е от времето, когато е градена църквата, се предполага се, че там е бил погребан или основателят ѝ княз Глож, или друго видно лице.:с. 21 – 22, 35 – 36
След 1989 г. манастирът води съдебни дела за връщане на имотите си. На 3 август 2008 г. игуменът йеромонах Панкратий предизвиква пожар в манастира и е задържан от служители на РПУ-Тетевен. Низвергнат е от църковен сан и подведен под съдебна отговорност.

## Архитектура, стенописи, иконостас

### Старата църква и кулата
Старата църква е била построена на високата предна скална част на планинския масив, като северните и източните основи са били хванати в отвесната скала. Върху тях след това е построена оградата на новата църква от травертинов камък, взет от разрушената църква и кулата. Била е малка, еднокорабна и едноабсидна, засводена, с дължина 5,10 и широчина 4,30, с един прозорец от южната страна и две малки ниши. Градежът ѝ е от ломен камък, примесен с вар и пясък, по-големи късове червен камък и дялани травертинови блокове. Засводената част е направена от тухли.:с. 28 – 29 Според археолозите и инж. Янакиев, които проучват сградата преди разрушаването ѝ, тя е била строена преди 700 години.:с. 28 – 29
На запад, като продължение на същата църква, по-късно (според преданието след два века:с. 28 – 29) е построен притвор (6 х 3,70 м), с един южен прозорец. Изграден е без ломен камък, с по-едри блокове червен камък, размесен с травертинови блокове, вследствие на което е бил много здрав. Цилиндричният свод е от дялан травертинов камък, а не тухли. Сводът и на двете помещения почва на 2,75 м от пода.:с. 28 – 29
Стените и на двете отделения били дебели по 90 см. Самата църква била покрита с масивни пясъчни плочници, които са устоявали на силните ветрове и поройни дъждове.:с. 28 – 29
Неправилната форма на двете сгради се дължи на недостатъчното място и необходимостта да се приспособи планът към него, което е изменило и източната посока на църквата.:с. 28 – 29
Цялата църква, с притвора и свода, е била зографисана. Самият храм (без притвора), както личи от мазилката и фреските, е с много стар произход. Никола Михайлов, който посещава манастира през 1905 г., изпратен от Министерството на народното просвещение, констатира, че живописта е същата както на Боянската църква и е работена през същата епоха. По-късно абсидата е била презографисана, но не и другите стени.:с. 28 – 29 Петър Мутафчиев посещава манастира през 1913 г. и също отбелязва различния произход на зографията – в самата абсида там, където пластът фрески е откъртен, се вижда по-стар пласт, еднакъв с този по останалите стени; по-новият пласт в абсидата по изпълнение, рисунък и колорит е по-лош от стария. Според него „рисунки, пропорции, тонове и стил“ говорят в полза на един по-стар от XV – XVI век произход.
След като вследствие на земетресението от 1913 г., дестабилизирало част от скалната основа под църквата, през 1915 се срутват големи части от северната и южната ѝ стена, фреските по стените са изложени на атмосферните влияния в продължение на 15 години. Те обаче не само не се заличават, но стават все по-хубави и по-ясни, без ни най-малки щети върху тона и цвета на багрите; явно боите на старите майстори са били направени от специално вещество.:с. 34 – 35
От най-стария иконостас на църквата са били запазени само царските двери и един грамаден кръст от темплото с разпятието. Следващият иконостас на старата църква, с бронзирана резба, е вероятно от началото на XVII век. Средната и горната част от него с малки изключения са запазени и приспособени в новата църква, заедно с царските двери и разпятието. :с. 32 – 33
Кулата на манастира е била с дебелина на стените 1,50 м и височина 4.50 – 5 метра. Намирала се е на 7 – 8 м западно от старата църква, в югозападната част на горния манастирски двор. По градежа и материала, еднакви с най-старата част на църквата, се преценява, че е от същото време.:с. 69 – 70 Представлявала е неправилна четириъгълна постройка с масивна врата откъм изток, обкована в железа и ковани пирони. В горната част на източната стена е имало бойница. Отвътре сводът е бил цилиндричен, от травертинов камък. Кулата е била разделена на два етажа, като на горния (с дървен под) се е отивало по дървена стълба.:с. 69 – 70

### Новата църква
Изградена е върху здрава железобетонна основа, от камък и тухли. По каменна стълба се излиза на широка платформа с балюстрада от бигор, която обхваща църквата от три страни и от която се разкриват красиви гледки. Църквата е еднокорабна, с малък притвор, от едната страна на който е стълбата за камбанарията – островърха кула на фасадата на църквата. Дължината на църквата е 11 м, широчината е 6 м, височината – общо 11 м, тази на кулата достига 15 м. :с. 12 – 13
Част от иконостаса и някои от иконите са от старата църква, а други от най-ново време. В един малък иконостас вляво се съхранява иконата на свети Георги Победоносец, изработена от чемширово дърво. От нея се вижда само главата, останалата част е в сребърен обков от XVIII век, направен с дарения от тетевенци. Според преданието е донасена от княз Глож през XIII век; богословът П. Стефанов предполага, че е от Киево-Печерската лавра, от първата половина на XVIII век.